# Colle del Teodulo
Il Colle del Teodulo (conosciuto localmente soprattutto nella forma ufficiale in francese Col de Saint-Théodule o Col du Théodule; Theodulpass in tedesco; Théoduljoch in walser) (3.316 m) è un valico alpino situato nelle Alpi Pennine tra il monte Cervino a ovest e il Breithorn est, sovrastato dal Theodulhorn e dal Testa Grigia.
L'omonimo Rifugio Teodulo si trova poco sopra il Colle; il lato est del Colle è ricoperto da una larga porzione del Ghiacciaio del Teodulo ed è parte di un comprensorio sciistico aperto tutto l’anno. Dal lato italiano, il Colle può essere raggiunto da Breuil-Cervinia tramite un sentiero. Dal lato svizzero, i sentieri arrivano dal sottostante rilievo Trockener Steg e dal rifugio Gandegg Hut.

## Storia

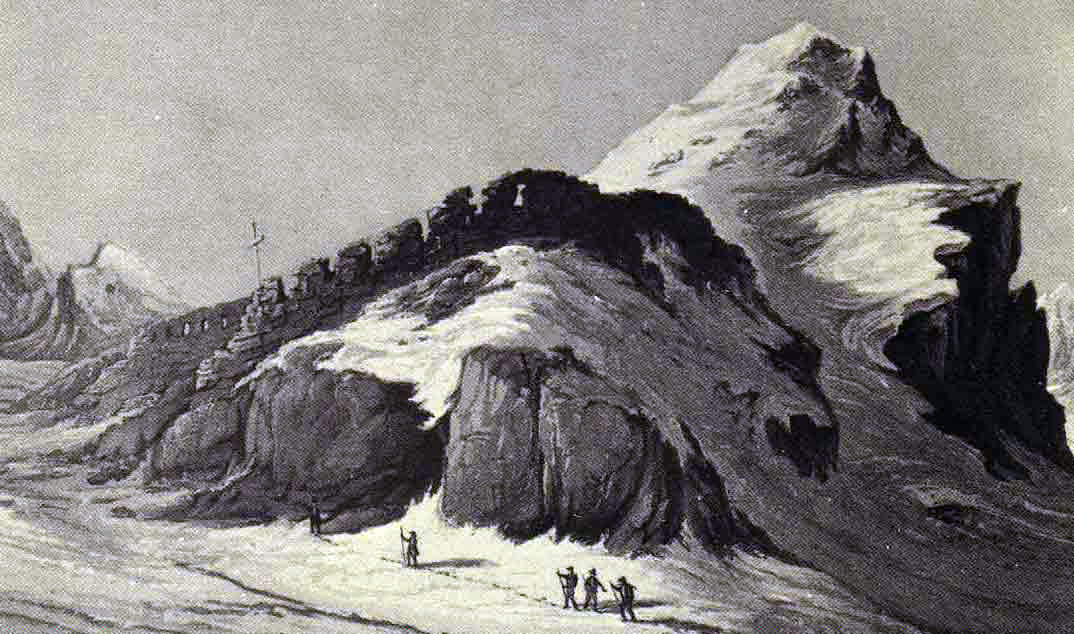
Disegno ottocentesco del colle.

Noto fino in età moderna semplicemente come il mons Selvinus, nome poi rimasto al Cervino, il colle porta almeno dalla fine del Seicento, quando vi fu posta dai vallesani una statua del santo, il nome di san Teodulo, primo vescovo della diocesi di Sion. Tale diocesi all'epoca si estendeva alla Valtournenche e alla val d'Ayas. Il colle ha avuto una grande importanza storica per gli scambi economici e culturali che attraverso di esso si sono svolti nei secoli. Infatti, mentre in epoca odierna il colle è permanentemente ricoperto dalle nevi perenni del vicino ghiacciaio, durante il medioevo era transitabile, e fu solo nel Cinquecento che cominciò ad essere indicato dai tedescofoni come der Gletscher. Fu la Piccola era glaciale a renderlo non più transitabile se non con difficoltà a causa dei crepacci, rendendo precario e occasionale il contatto fra i due versanti che era stato vivace e fruttuoso nei secoli precedenti. L'eccezionalmente rapido fenomeno contrario occorso nel XXI secolo è arrivato, nell'estate 2022, a liberare dai ghiacci anche parte del percorso che collega il colle al Plateau Rosa.

## Descrizione

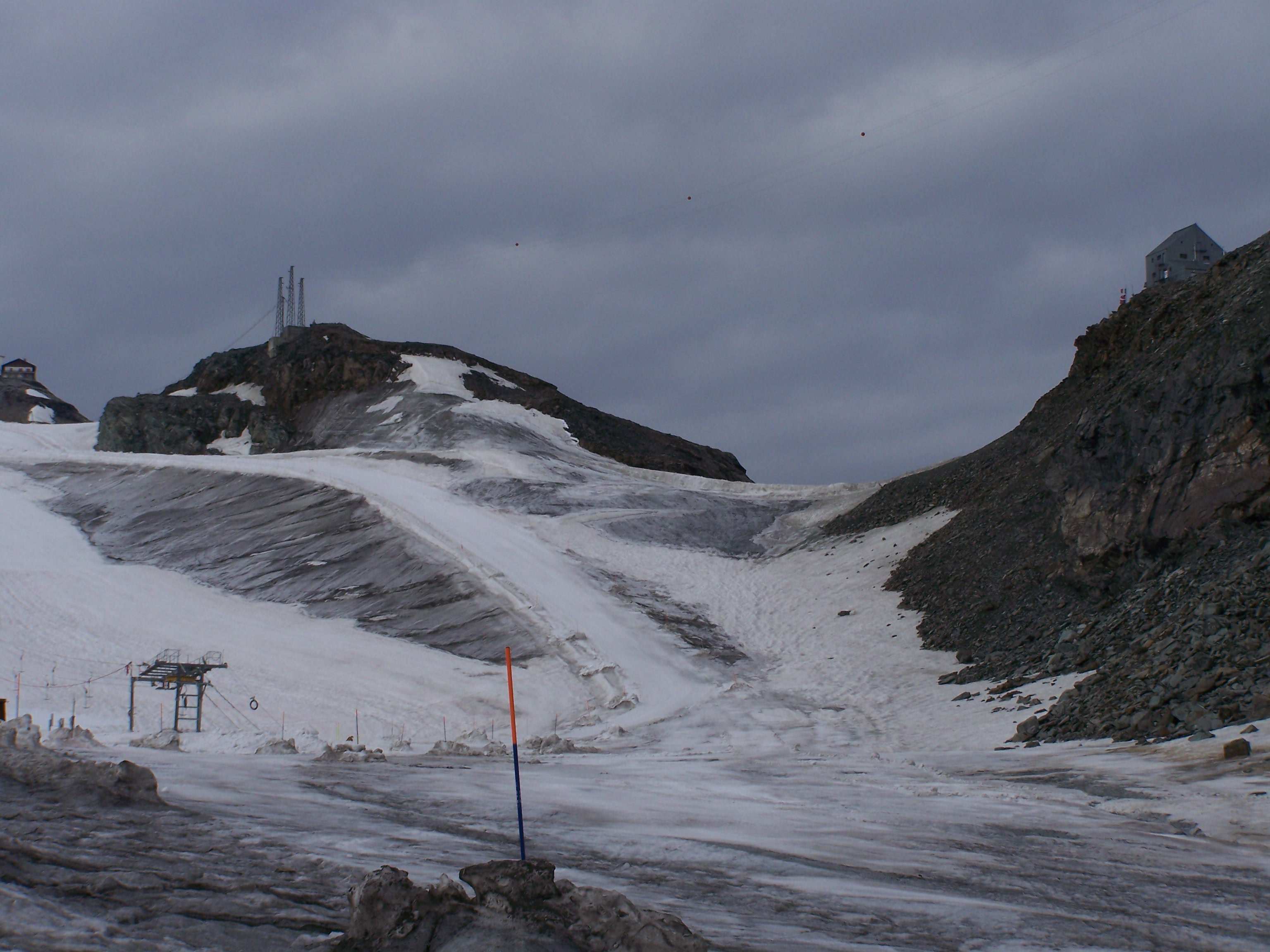
Il colle dal versante svizzero.

Collega la Valtournenche (in Valle d'Aosta) con la Mattertal nel Vallese.
Dal punto di vista orografico il colle separa nelle Alpi Pennine le Alpi del Weisshorn e del Cervino ad ovest dalle Alpi del Monte Rosa ad est. Si trova ai bordi del ghiacciaio del Plateau Rosa.

### Accesso
Nei pressi del colle è presente il rifugio Teodulo.

### Attività
È raggiunto dagli impianti sia del comprensorio sciistico di Breuil-Cervinia che di quello di Zermatt.

### Curiosità
È uno dei punti più alti raggiunti da Google street view.

## Il ritrovamento del "mercenario"
Nel 1984, durante un’escursione sugli sci con degli amici nella parte superiore del ghiacciaio del Teodulo, Annemarie Julen-Lehner scoprì accidentalmente un pugnale e una moneta. Tra il 1984 e il 1989, accompagnata a più riprese da suo fratello, Peter Lehner, e da amici o altri membri della sua famiglia, raccolse diverse ossa umane, armi, monete (per un totale di 184 esemplari), resti di mulo, gioielli in argento, unitamente a svariati pezzi di vetro, legno, tessuto, metallo e cuoio, tutti venuti alla luce a seguito dello scioglimento dei ghiacci.
La presenza di armi portò inizialmente gli studiosi a pensare che si trattasse dei resti di uno dei tanti mercenari che dalla Germania raggiungevano l'Italia, passando per il Canton Vallese, per prestare il loro servizio a qualche potentato locale. L'ipotesi sembrò trovare conferma dall'esame preliminare delle monete, che risultarono coniate in larghissima parte in zecche tedesche e del nord Italia.
Un successivo riesame, promosso dal Canton Vallese a partire dal 2011 e condotto da un team multi-disciplinare di esperti - tra cui antropologi forensi, paleobotanici, glaciologi e numismatici - ha portato a una contestazione della lettura originale, propendendo invece per ricondurre i resti a un esponente della piccola nobiltà (i materiali di cui erano composti gli abiti sono stati giudicati troppo raffinati per essere messi in relazione con un mercenario), probabilmente di origini tedesche, di ritorno da un soggiorno in Italia e deceduto poco prima del 1610.
I materiali sono oggi esposti integralmente presso il Muséé d'Histoire du Valais di Sion. La denominazione di "mercenario" relativa al personaggio è stata mantenuta, ora opportunamente virgolettata, in quanto è con questo termine che si è fatto riferimento ad esso fin dal suo ritrovamento.